# Abaffy Lipót
Abaffy Lipót vagy Leopold Abaffy, Leopold Abafi, írói álnevein: Rovinov, Rovinov Branko (Tótaradác, 1827. február 18. – Tótaradác, 1883. február 27.) evangélikus lelkész, szlovák nyelvű író.

## Élete
Tanulmányait Lőcsén és Pozsonyban végezte; az 1848-as forradalom után, melyben ő is részt vett, alszolgabíróként dolgozott Nyitrán. Később lemondott állásáról, és teológiai vizsgát tett. Előbb segédlelkészként szolgált apja mellett, majd annak halála után lelkésszé választották a Torontál vármegyei Tótaradácon, ahol haláláig töltötte be e tisztséget.

## Irodalmi tevékenysége
Eleinte szépirodalommal, különösen a novellák írásával foglalkozott, amelyeket a „Sokol” nevű szlovák szépirodalmi lapban jelentetett meg, Rovinov álnéven. Ugyancsak itt jelentek meg költeményei is. Később szlovák politikai lapokba napi kérdésekről írt cikkeket. Utolsó éveiben azonban kizárólag az egyházi irodalommal foglalkozott és értekezéseket írt az egyházi lapokba. Szónokként a „Slovo života” (Élet igéje) című egyház-szónoklati lap szerkesztéséhez fogott, azonban a második évfolyam első számában megjelent prédikációjáért, amelynek politikai jelentőséget tulajdonítottak, az egyházi hatóság eltiltotta a lap szerkesztésétől.

## Munkái
- Památka úkonu nímž nowozwolený Superintendent ewanjelického Augssp. Wyzn. Cirkwi w baňském Okoli Dr. Gustvas Seberíni pro čas swečení disstriktuál níhó Conventu w Pesti dne 30. Septemb a a 1. Oktobra 1872. roku do biskupského úřadu slavonstně uweden byl. Turószentmárton, 1872. (Emlék Dr. Seberini Gusztáv ev. ág. hitv. szuperintendens beiktatási ünnepélyére)

- Dávid Zeisberger (Morawan) Aposstol Indiánow w sewernej Amerike krátký nástín jeho žiwota, jako on tam za 67 rokow žil, účinkowal a potom umrel. Budapest, 1876. (Zeisberger Dávid, az amerikai indusok közt élt apostol élete)

Jelentés a zsinati előmunkálatok megitélésére. Nagybecskerek, 1872. Megjelent a M. Protestáns Egyházi és Iskolai Figyelmezőben, 1873.
Kéziratban maradt fiaihoz levelek alakjában írt műve, melyben a keresztény egyház befolyását különféle népfajokra s ugyanezen egyház jövőjét adja elő.